# Bob Burnquist

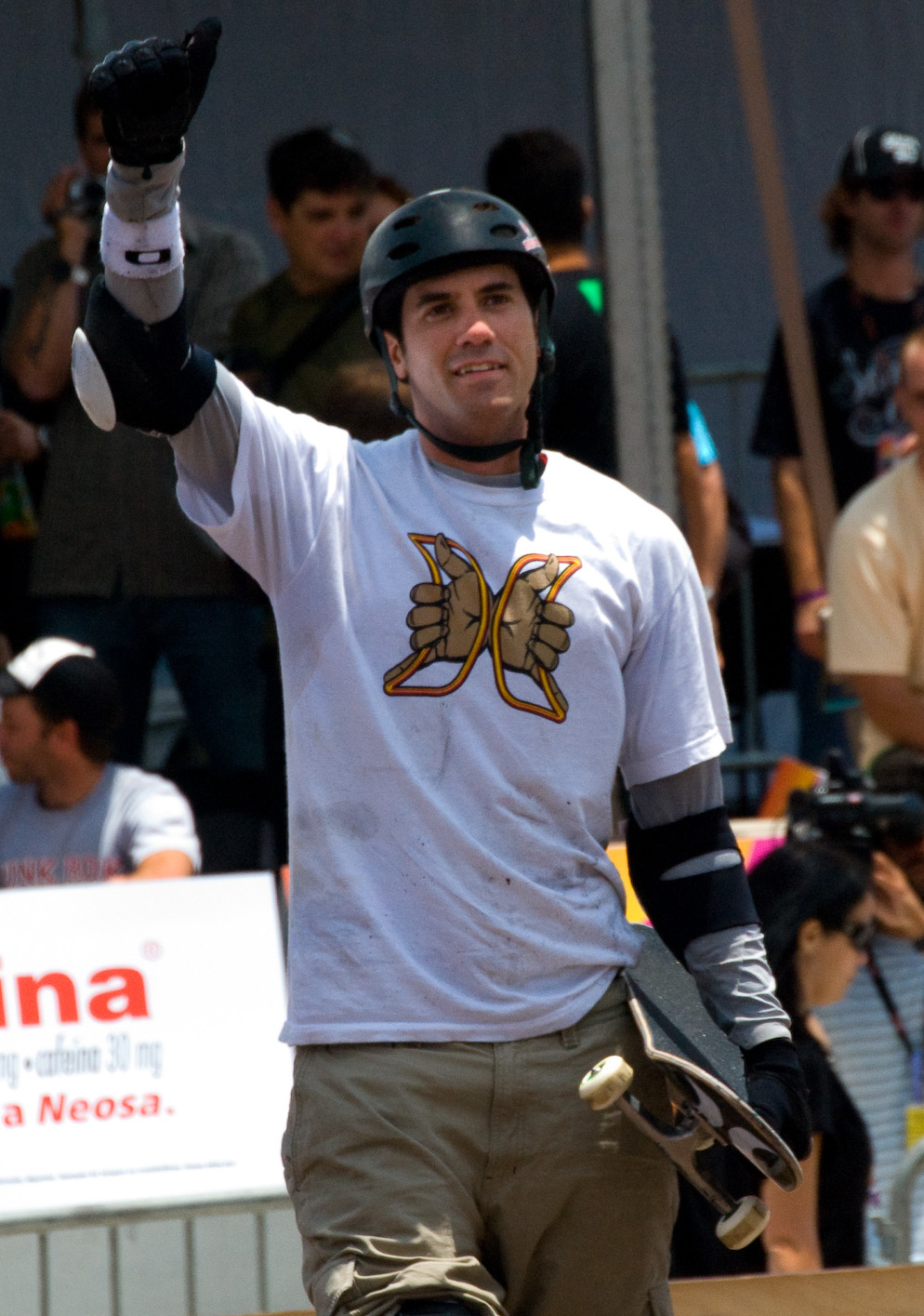
Bob Burnquist i Brasilien 2008

Roberto Dean "Bob" Silva Burnquist, född 10 oktober 1976 i Rio de Janeiro i Brasilien, är en brasiliansk-amerikansk skateboardåkare. Hans far är svensk-amerikan och hans mor är brasilianska.
Burnquist växte upp i São Paulo där han började åka skateboard som elvaåring. Han bor numera i Vista, Kalifornien i USA.
Han har vunnit X-games fyra gånger - 2000, 2001, 2003 & 2005. Utöver detta har han även tre andraplatser och sex tredjeplatser.

## Medverkan i Tony Hawk's-spel
Burnquist har medverkat i flera Tony Hawk's-spel, dessa är:
- Tony Hawk's Pro Skater 1, 2, 3 och 4
- Tony Hawk's Underground 1 och 2
- Tony Hawk's American Wasteland
- Tony Hawk's Downhill Jam
- Tony Hawk's Project 8
- Tony Hawk's Proving Ground